# Granholmen (i Gammelstadsfjärden, Helsingfors)
Granholmen (finska: Kuusiluoto) är en ö i Finland.   Den ligger i kommunen Helsingfors i landskapet Nyland, i den södra delen av landet, 5 km nordost om huvudstaden Helsingfors.